# 烏季什涅
47°57′21″N 32°56′59″E / 47.95583°N 32.94972°E
烏季什涅（烏克蘭語：Утішне），是烏克蘭南部的村莊，隸屬尼古拉耶夫州的巴什坦卡區。該村始建於1880年，面積0.33平方公里，海拔高度142米，2001年人口78。